# Fear Street Part Two: 1978
Fear Street Part Two: 1978 is een Amerikaanse horrorfilm uit 2021, geregisseerd door Leigh Janiak. De film is het vervolg op de film Fear Street Part One: 1994 en is de tweede film uit de Fear Street-trilogie die gebaseerd is op de gelijknamige boekenreeks van schrijver R.L. Stine. De film werd op 9 juli 2021 op streamingdienst Netflix uitgebracht.

## Verhaal
De film pakt direct op na de eerste film waar Deena en Josh een bezeten Sam tegen proberen te houden. Ze binden haar vast en nemen haar mee naar het huis van C. Berman in de hoop dat zij hen kan helpen haar genezen. C. Berman is eerst wat afhoudend maar laat hen binnen en begint te vertellen over de gebeurtenissen van Camp Nightwing.
In juli 1978 is Ziggy Berman samen met haar zus Cindy op zomerkamp bij Camp Nightwing waar inwoners van Shadyside en Sunnyvale samen komen. Alles loopt mis wanneer Cindy haar vriendje Tommy bezeten raakt en begint met het vermoorden van hun kampgenoten. Ziggy en Cindy proberen samen de vloek te verbreken. Tijdens deze poging komen verschillende vrienden om het leven.

## Rolverdeling
| Acteur              | Personage                          |
| ------------------- | ---------------------------------- |
| Sadie Sink          | Ziggy Berman                       |
| Gillian Jacobs      | C. Berman / volwassen Ziggy Berman |
| Emily Rudd          | Cindy Berman                       |
| Ryan Simpkins       | Alice                              |
| McCabe Slye         | Tommy Slater                       |
| Ted Sutherland      | Nick Goode                         |
| Ashley Zukerman     | volwassen Nick Goode               |
| Jordana Spiro       | verpleegster Mary Lane             |
| Kiana Madeira       | Deena Johnson                      |
| Olivia Scott Welch  | Samantha "Sam" Fraser              |
| Benjamin Flores jr. | Josh Johnson                       |
| Chiara Aurelia      | Sheila                             |
| Jordyn DiNatale     | Ruby Lane                          |
| Drew Scheid         | Gary                               |
| Sam Brooks          | Arnie                              |
| Jacqi Vené          | Joan                               |
| Brandon Spink       | Will Goode                         |
| Matthew Zuk         | volwassen Will Goode               |

## Achtergrond
De film is het tweede deel uit de zogeheten Fear Street-trilogie die oorspronkelijk in de zomer van 2020 in de bioscopen zouden verschijnen. De films zouden in een tijdsbestek van drie maanden uitgebracht worden. De eerste film in juni, deze film in juli en de derde film in augustus 2020. Echter door de coronapandemie ging dit niet door, hierdoor werden de films verkocht aan streamingdienst Netflix.
Fear Street Part Two: 1978 werd uitgebracht op 9 juli 2021 en werd door het publiek relatief goed ontvangen. Op Rotten Tomatoes heeft de film een score van 88% op basis van 108 beoordelingen. Metacritic komt op een score van 61/100, gebaseerd op 15 beoordelingen.